# 馬科維伊夫卡
47°47′51″N 31°52′39″E / 47.79750°N 31.87750°E
馬科維伊夫卡（烏克蘭語：Маковіївка），是烏克蘭中部的村莊，隸屬基洛夫格勒州的克羅皮夫尼茨基區。該村面積0.32平方公里，海拔高度73米，2001年人口122，人口密度每平方公里377.7人。